# 斯科特·森德兰
斯科特·森德兰（英語：Scott Sunderland，1988年3月16日—），澳大利亚男子自行车运动员。他曾代表澳大利亚参加2010年和2014年英联邦运动会自行车比赛，获得三枚金牌和一枚银牌。他也曾参加2012年夏季奥林匹克运动会。